# Hrabovec
Hrabovec este o comună slovacă, aflată în districtul Bardejov din regiunea Prešov. Localitatea se află la altitudinea de 230 m deasupra n.m., se întinde pe o suprafață de 7,85 km2 și în 2017 număra 523 de locuitori.

## Istoric
Localitatea Hrabovec este atestată documentar din 1338.

## Demografie
| An:                | 1994 | 2004    | 2014   | 2024   |
| ------------------ | ---- | ------- | ------ | ------ |
| Număr de persoane: | 451  | 502     | 527    | 496    |
| Diferență:         |      | +11,30% | +4,98% | −5,88% |

| An:                | 2023 | 2024   |
| ------------------ | ---- | ------ |
| Număr de persoane: | 495  | 496    |
| Diferență:         |      | +0,20% |